# Рапид Сити (Мичиген)
Рапид Сити (енгл. Rapid City) насељено је место без административног статуса у америчкој савезној држави Мичиген.

## Демографија
По попису из 2010. године број становника је 1.352.
| Група             | 2000.    | 2010.         |
| Белци             | 0 (0,0%) | 1.278 (94,5%) |
| Афроамериканци    | 0 (0,0%) | 5 (0,4%)      |
| Азијати           | 0 (0,0%) | 2 (0,1%)      |
| Хиспаноамериканци | 0 (0,0%) | 11 (0,8%)     |
| Укупно            | 0        | 1.352         |